# Lonicera cambodiana
Lonicera cambodiana är en kaprifolväxtart som beskrevs av Jean Baptiste Louis Pierre och Paul Auguste Danguy. Lonicera cambodiana ingår i släktet tryar, och familjen kaprifolväxter. Inga underarter finns listade i Catalogue of Life.